# Stelvio Massi
Pour les articles homonymes, voir Massi.
Stelvio Massi né le 26 mars 1929 à Civitanova Marche et mort le 26 mars 2004 à Velletri est un directeur de la photographie et réalisateur italien. 

## Filmographie

### Réalisateur
- 1974 : Cinq Femmes pour l'assassin (5 donne per l'assassino)
- 1974 : Macrò - Giuda uccide il venerdì (it)
- 1974 : Brigade volante (Squadra volante)
- 1975 : Un flic voit rouge (Mark il poliziotto)
- 1975 : Marc la gâchette (Mark il poliziotto spara per primo)
- 1976 : Magnum 44 spécial (La legge violenta della squadra anticrimine)
- 1976 : Agent très spécial 44 (Mark colpisce ancora)
- 1976 : Il conto è chiuso (it)
- 1977 : L'exécuteur vous salue bien (La banda del trucido)
- 1977 : Poliziotto senza paura
- 1977 : SOS jaguar, opération casse gueule (Poliziotto sprint)
- 1978 : Il commissario di ferro
- 1978 : Un flic explosif (Un poliziotto scomodo)
- 1979 : Moto massacre (Speed Cross)
- 1979 : La Cité du crime (Sbirro, la tua legge è lenta... la mia no!)
- 1979 : Un flic rebelle (Poliziotto solitudine e rabbia)
- 1980 : La Mort au bout de la route (Speed Driver)
- 1984 : Due assi per un turbo (it) (série télé, également connue sous le nom T.I.R.)
- 1984 : Torna (it)
- 1984 : Guapparia (it)
- 1986 : Mondo cane oggi - L'orrore continua (it)
- 1987 : L'Enfer des héros (Eroi dell'inferno)
- 1987 : Black Cobra (Cobra nero)
- 1988 : Taxi Killer
- 1988 : Mondo cane 2000 - L'incredibile (it)
- 1989 : Droga sterco di Dio (it)
- 1989 : Arabella l'angelo nero (it)
- 1992 : L'urlo della verità (it)
- 1993 : Alto rischio (it)
- 1994 : La pista bulgara (it)
- 1994 : Il quinto giorno (it)

### Directeur de la photographie
- 1966 : Lanky, l'homme à la carabine (Per il gusto di uccidere) de Tonino Valerii
- 1969 : Texas (Il prezzo del potere) de Tonino Valerii
- 1969 : L'Enfer des Philippines (Un posto all'inferno) de Giuseppe Vari
- 1969 : Dieu pardonne à mon pistolet (Dio perdoni la mia pistola) de Leopoldo Savona et Mario Gariazzo
- 1970 : Bonnes funérailles, amis, Sartana paiera (Buon funerale, amigos!... paga Sartana) de Giuliano Carnimeo
- 1971 : Quand les colts fument... on l'appelle Cimetière (Gli fumavano le Colt... lo chiamavano Camposanto) de Giuliano Carnimeo
- 1972 : Les Rendez-vous de Satan ( Perché quelle strane gocce di sangue sul corpo di Jennifer?) de Giuliano Carnimeo